# Tầng Maastricht
| Hệ/ Kỷ                                | Thống/ Thế   | Bậc/ Kỳ    | Tuổi (Ma) | Tuổi (Ma) |
| ------------------------------------- | ------------ | ---------- | --------- | --------- |
| Paleogen                              | Paleocen     | Đan Mạch   | trẻ hơn   | trẻ hơn   |
| Creta                                 | Thượng /Muộn | Maastricht | 66.0      | 72.1      |
| Creta                                 | Thượng /Muộn | Champagne  | 72.1      | 83.6      |
| Creta                                 | Thượng /Muộn | Santon     | 83.6      | 86.3      |
| Creta                                 | Thượng /Muộn | Cognac     | 86.3      | 89.8      |
| Creta                                 | Thượng /Muộn | Turon      | 89.8      | 93.9      |
| Creta                                 | Thượng /Muộn | Cenoman    | 93.9      | 100.5     |
| Creta                                 | Hạ/Sớm       | Alba       | 100.5     | ~113.0    |
| Creta                                 | Hạ/Sớm       | Apt        | ~113.0    | ~125.0    |
| Creta                                 | Hạ/Sớm       | Barrême    | ~125.0    | ~129.4    |
| Creta                                 | Hạ/Sớm       | Hauterive  | ~129.4    | ~132.9    |
| Creta                                 | Hạ/Sớm       | Valangin   | ~132.9    | ~139.8    |
| Creta                                 | Hạ/Sớm       | Berrias    | ~139.8    | ~145.0    |
| Jura                                  | Thượng /Muộn | Tithon     | già hơn   | già hơn   |
| Phân chia kỷ Creta theo ICS năm 2017. |              |            |           |           |

Tầng Maastricht là tầng cuối cùng của kỷ Creta, và vì thế là của đại Trung Sinh. Nó kéo dài từ khoảng 70,6 ± 0,6 Ma tới 65,5 ± 0,3 Ma (Ma: Megaannum, triệu năm trước).
Vào cuối của kỷ Creta, đã diễn ra sự kiện tuyệt chủng hàng loạt, thông thường được nhắc tới trong các tài liệu về địa chất học, cổ sinh vật học là Sự kiện tuyệt chủng Creta-Paleogen. Vào thời kỳ diễn ra sự kiện tuyệt chủng đó, nhiều nhóm động vật được công nhận rộng rãi như khủng long, thằn lằn cổ rắn và thương long, cũng như nhiều nhóm ít được biết đến hơn, đã bị tiêu diệt hoàn toàn.
Tầng Maastricht được đặt tên theo thành phố Maastricht của Hà Lan.